# Liga Leumit 1971-1972 (pallacanestro)
La Liga Leumit 1971-1972 è stata la 18ª edizione del massimo campionato israeliano di pallacanestro maschile. La vittoria finale è stata ad appannaggio del Maccabi Tel Aviv.

## Regular season
|  |     | Squadra                 | G  | V  | P  | PF   | PS   | PF/PS | Pt | Qualificazione            |
|  | --- | ----------------------- | -- | -- | -- | ---- | ---- | ----- | -- | ------------------------- |
|  | 1.  | Maccabi Tel Aviv        | 22 | 22 | 0  | 2114 | 1639 | +475  | 44 |                           |
|  | 2.  | Hapoel Gvat/Yagur       | 22 | 15 | 7  | 1742 | 1620 | +122  | 37 |                           |
|  | 3.  | Hapoel Tel Aviv         | 22 | 14 | 8  | 2075 | 1921 | +154  | 36 |                           |
|  | 4.  | H. Giv'at Brenner/Na'an | 22 | 14 | 8  | 1631 | 1511 | +120  | 36 |                           |
|  | 5.  | Hapoel Megiddo          | 22 | 14 | 8  | 1811 | 1736 | +75   | 36 |                           |
|  | 6.  | Maccabi Ramat Gan       | 22 | 13 | 9  | 1894 | 1803 | +91   | 35 |                           |
|  | 7.  | Maccabi Haifa           | 22 | 9  | 13 | 1603 | 1703 | -100  | 31 |                           |
|  | 8.  | Beitar Gerusalemme      | 22 | 8  | 14 | 1670 | 1784 | -114  | 30 |                           |
|  | 9.  | Hapoel Kiryat Haim      | 22 | 7  | 15 | 1635 | 1783 | -148  | 29 |                           |
|  | 10. | Hapoel Nir David        | 22 | 7  | 15 | 1575 | 1728 | -153  | 29 |                           |
|  | 11. | Hapoel Holon            | 22 | 5  | 17 | 1635 | 1922 | -287  | 27 | retrocesse in Liga Artzit |
|  | 12. | Hapoel Haifa            | 22 | 4  | 18 | 1633 | 1868 | -235  | 26 | retrocesse in Liga Artzit |

## Squadra vincitrice
|    | Naz.                                        | Ruolo | Sportivo           | Anno | Alt. |  |  |
| -- | ------------------------------------------- | ----- | ------------------ | ---- | ---- |  |  |
| 4  | Israele (bandiera)                          | G     | Eli Koren          | 1950 | 190  |  |  |
| 5  | Israele (bandiera)                          | C     | Gabi Neumark       | 1946 | 198  |  |  |
| 6  | Stati Uniti (bandiera) · Israele (bandiera) | G     | Tal Brody          | 1943 | 186  |  |  |
| 7  | Israele (bandiera)                          | P     | Haim Starkman      | 1944 | 178  |  |  |
| 8  | Israele (bandiera)                          | AP    | Shamuel Avishar    | 1947 | 192  |  |  |
| 9  | Israele (bandiera)                          | G     | Miki Berkovich     | 1954 | 192  |  |  |
| 10 | Stati Uniti (bandiera)                      | G     | Steve Chubin       | 1944 | 196  |  |  |
| 11 | Israele (bandiera)                          | G     | Dov Rozin          |      | 193  |  |  |
| 12 | Israele (bandiera)                          | C     | Tanhum Cohen-Mintz | 1939 | 204  |  |  |
| 13 | Israele (bandiera)                          | AG    | Josef Leja         | 1948 | 205  |  |  |
| 14 | Israele (bandiera)                          | A     | Mike Schwartz      | 1949 | 194  |  |  |
| 15 | Israele (bandiera)                          | G     | Steve Bielsky      |      |      |  |  |
|    | Israele (bandiera)                          | ALL   | Ralph Klein        |      |      |  |  |